# Nasdine Hodja
 (septembre 2019).
Nasdine Hodja est une série de bande dessinée publiée de décembre 1946 dans Vaillant (no 84) à mai 1972 dans Pif Gadget (no 169). Cette série scénarisée par Roger Lécureux voit se succéder trois dessinateurs principaux : René Bastard, Pierre Le Guen et Angelo Di Marco.

## Synopsis
Dans un Orient des Mille et Une Nuits, Nasdine Hodja, surnommé « l'Insaisissable », est un redresseur de torts qui vole au secours des opprimés et des princesses en péril, avec pour arme sa facétie, et accompagné du fidèle Kadu-Ka, un redoutable colosse. Ensemble, ils font subir mille avanies aux vizirs, califes et autres oppresseurs du petit peuple.   

## Inspiration
Le héros de la série est librement inspiré d'un personnage du folklore turc, Nasr Eddin Hodja, célèbre pour sa force comique et ses bouffonneries. Nasdine Hodja en présente une version orientée vers plus de réalisme.

## Auteurs

### Scénario
Le scénario de la série est de Roger Lécureux, qui a parfois pris le pseudonyme de Hertel[pas clair]. 
Un épisode de 1956 est dû à Billon. 

### Dessin
René Bastard réalise le dessin jusqu'en 1951, Pierre Le Guen de 1953 à 1969, Angelo Di Marco de 1969 à 1972.
En quittant Vaillant, Pierre Le Guen laisse un épisode inachevé, Le Géant Jaune, publié dans Pif Vaillant no 1231 après avoir été terminé par un auteur non identifié à ce jour. 
En plus des trois principaux dessinateurs, interviennent aussi : 
- René Violet, qui réalise deux récits en 1950 et 1951,
- Eduardo Coelho, qui dessine en 1972 un épisode unique pour l'almanach de L'Humanité
- Pierre Le Goff, qui dessine l'épisode L’Émir Oiseau dans Pif Vaillant n° 1236 postérieur au départ de Pierre Le Guen.

## Albums

### Éditions Vaillant
Les dessins de Pierre Le Guen sont rassemblés en deux recueils dans la collection « Les Grandes aventures » en 1960 et 1961, puis dans un album en 1963. 
Un petit format paraît brièvement en 1967 sous le titre de « l'Insaisissable poche » avec des inédits en première partie (une centaine de pages) et des reprises des meilleurs épisodes en troisième partie. Ce magazine contient des jeux dans la partie centrale. Les deux premiers numéros sont réalisés par Pierre Le Guen, les numéros 3 et 4 par Pierre Le Goff. 

### Autres
En 1979, les albums de 1960, 1961 et 1963 sont réédités en un seul volume aux Éditions du Fromage.
En 2005, la collection « Patrimoine BD » de Glénat consacre à la série un album contenant trois aventures de Nasdine Hodja. 
En 2007, les Éditions du Taupinambour entreprennent la publication des aventures de Nasdine Hodja. Seize volumes ont été publiés à ce jour, les neuf premiers de la première série dessinés par Pierre Le Guen, le dixième par René Bastard et les six numéros de la deuxième série par Angelo di Marco.

## Postérité
Marcel Gotlib, qui publie sa série Gai-Luron dans Vaillant à partir de 1964, réalise en 1967 une parodie de Nasdine Hodja : « Gai-Lur'Hodja l'insaisissable ».